# مصرف التنمية الدولي للاستثمار والتمويل
مصرف التنمية الدولي للاستثمار والتمويل مصرف عراقي خاص أُسس عام 2011،  يبلغ رأس المال للمصرف 250 مليار دينار.